# Ianis Hagi
Ianis Hagi (født 22. oktober 1998)  er en rumænsk professionel fodboldspiller, som spiller for La Liga-klubben Deportivo Aláves, hvor han er lånt til fra Rangers, og Rumæniens landshold.
Han er søn af den tidligere berømte fodboldboldspiller Gheorghe Hagi. Hans far spillede i den tyrkiske klub Galatasaray SK da han blev født.

## Landsholdskarriere
Ianis Hagi har spillet for Rumæniens U/15, U/16, U/17, U/18, U/19 og U/21 landshold. Den 11. september 2018 scorede han direkte fra et hjørnespark i en 2-0 sejr over Bosnien U/21.
Den 17. november 2018 fik Ianis Hagi sin debut på Rumæniens A-Landshold i en 3-0 sejr mod Litauen i UEFA Nations League. Han blev indskiftet i det 68' minut, som erstatning for Claudiu Keşeru.

## Klubkarriere

### Viitorul Constanța
Ianis hagi tilsluttede sig sin Fars fodboldakademi i en alder af 10 år. Han fik sin debut i den rumænske Liga I den 5. december 2014 med Viitorul Constanţa i en alder af kun 16.
Den 29. maj 2015 scorede Hagi sit første mål som senior. Målet resulterede i en 4-4 udligning mod FC Botoșani. Ligeledes var det den første kamp, hvor han startede inde. I juni meddelte Adrian Mutu, at Hagi ville tilslutte sig Serie A-klubben Fiorentina, men der kom ikke noget ud af det.
Hagi scorede sit andet liga mål mod ACS Poli Timişoara i en 4-0 hjemme sejr den 21. august 2015 et par dage efter at have misset et straffe mod Concordia Chiajna. 
I oktober blev han af den britiske avis The Guardian placeret på en liste over de halvtreds bedste unge fodboldspillere i verden, der blev født i 1998.

### Fiorentina
Den 10. juli 2016 tiltrådte Hagi Fiorentina for et overførselsgebyr på € 2 mio., Han lavede sin Serie-A debut den 23. oktober, erstatter Josip Iličić sent i en 5-3 triumf over Cagliari.
I april 2017 blev Hagi nomineret til European Golden Boy-prisen.

### Tilbage tilViitorul Constanța
Hagi vendte tilbage til Viitorul Constanţa den 18. januar 2018.
I juli blev han igen nomineret til European Golden Boy-prisen.

## Postion og spillestil
Hagi anses for at være et lovende ung fodboldtalent og har trukket sammenligninger til sin fars spillestil,
på grund af driblingskompetencer, afleveringer, tofodethed og evne som playmaker. 
Selvom hans foretrukne rolle er som en angribende midtbanespiller, er han en hurtig, fleksibel og alsidig midtbanespiller, 
som også er i stand til at spille i flere avancerede roller og også blevet brugt som en vinger, angriber eller en central midtbanespiller. 
På grund af hans vision, teknik og øje til mål er han både i stand til at skabe chancer for sine holdkammerater og scorer mål selv.